# Dańszyn Ruczej
Dańszyn Ruczej (ros. Даньшин Ручей) – wieś w Rosji, w rejonie waszkińskim obwodu wołogodzkiego. W 2010 r. liczyła 19 mieszkańców.